# Ipomoea suaveolens
Ipomoea suaveolens es una especie fanerógama de la familia Convolvulaceae.

## Clasificación y descripción de la especie
Planta herbácea a leñosa, trepadora, voluble, perenne; tallo poco ramificado, pubescente; hoja ovada a anchamente ovada, de 4 a 8(9) cm de largo, de 2 a 6(8) cm de ancho, ápice agudo a atenuado o acuminado; inflorescencias con 2 a 7 flores; sépalos subiguales, de 4 a 5(6) mm de largo; corola con forma de embudo (infundibuliforme), de 6.5 a 8.5(9.5) cm de largo, blanca; el fruto es una cápsula ovoide a largamente ovoide, de 1 a 1.2 cm de largo, con 4 semillas elipsoides, triangulares, de 8 a 10 mm de largo, con pelos amarillentos, de 7 a 10 mm de largo.

## Distribución de la especie
Elemento común en la parte occidental y central de México, en la Depresión del Balsas, la Sierra Madre del Sur y la costa, en los estados de Sinaloa, Guanajuato, Querétaro, Hidalgo, Nayarit, Michoacán, México, Guerrero, Veracruz y Oaxaca; hasta Guatemala en Centroamérica.

## Ambiente terrestre
Planta más o menos frecuente en el bosque tropical caducifolio en zonas transicionales con el encinar, en un gradiente altitudinal que va de los 50 a los 1300 m s.n.m. Florece de septiembre a noviembre.

## Estado de conservación
No se encuentra bajo ningún estatus de protección.